# 대성실업
대성실업은 충청북도 충주시 용두동에 위치한 육가공, 도축 기업이다. 

## 제품
'돈사랑포크', '대성한돈 12정품', '하늘정성' '흥돈' 등의 브랜드를 가지고 있다.

## 연혁
- 1981. 10. 대성산업 설립
- 1993. 01. 대성실업(주)로 법인 전환
- 1995. 백만불 수출탑 수상
- 1997. 3백만불 수출탑 수상
- 2003. 08 가공부문 HACCP 지정
- 2006. 친환경 브랜드 ‘12정품’ 출시
- 2009. 농림부장관상
- 2010. 계열사 대성웰그로(주) 설립
- 2014. 계열사 대성푸드빌(주) 설립
- 2014. ISO22000 인증
- 2015. 한돈 인증
- 2015. 농림부 선정 - 100대 식품기업
- 2016. 대한민국 퍼스트브랜드 대상
- 2016. 계열사 더 함께 설립